# La Douce Illusion
Ne doit pas être confondu avec Douces Illusions.
Pour plus de détails, voir Fiche technique et Distribution.

La Douce Illusion (It's a Date) est un film américain réalisé par William A. Seiter, sorti en 1940.

## Synopsis
Georgia Drake se produit sur scène en chantant Gypsy Lullaby, tandis que sa fille, Pamela, l'observe avec son petit ami Freddie Miller. Ils sont venus du Maine, où ils font partie d'un théâtre d'été. Georgia est une actrice renommée de Broadway et c'est la soirée de clôture. Elle compte se reposer à Hawaï avant de commencer une nouvelle pièce. Sa fille qui a également de grands talents d'actrice et espère suivre les traces de sa mère et de sa grand-mère et elle convainc le metteur en scène, Sidney Simpson et l'écrivain Carl Ober de venir dans le Maine pour voir la troupe de théâtre. Après la fin de la fête, Pamela chante Love is All tout en massant le cou de sa mère. Sara, l'habilleuse de Claudia, qui a également travaillé avec la célèbre mère de Georgia et qui fait désormais partie de la famille, l'accompagne au piano.
Seul le public sait que Carl est venu dans ce pays pour voir Claudia se produire, et qu'après l'avoir vue, il pense qu'elle est trop vieille pour le rôle de Sainte-Anne, 20 ans, dans sa nouvelle pièce. Sidney et Carl se rendent dans le Maine et décident d'essayer le deuxième acte avec la troupe de théâtre, avec Pamela dans le rôle de Sainte Anne. Pendant la représentation, Pamela chante Loch Lomond. La performance de Pamela est une révélation, et ils lui offrent le rôle de Sainte Anne. Pamela est très enthousiaste et promet de travailler dur, mais ne sait pas qu'elle reprend un rôle que sa mère considère comme le sien.
Sidney dit à Pamela de s'éloigner dans un endroit tranquille pour apprendre le script, et sans le lui dire, Pamela se rend à Hawaï pour demander à sa mère de la coacher. Pendant son voyage, le roi de l'ananas John Arlen la remarque en train de répéter la pièce. Il pense qu'elle est une fille troublée qui vient de se faire plaquer par son amour et entreprend de la distraire en se faisant passer pour un passager clandestin, avec l'aide de son ami, le capitaine du navire. Ils finissent par découvrir la vérité l'un sur l'autre et deviennent amis. Pamela arrive à Honolulu et découvre que sa mère ne se repose pas mais se prépare rigoureusement à jouer le rôle principal dans Sainte Anne.
Ne voulant pas blesser sa mère, elle décide de renoncer au rôle. Pour éviter que Georgia n'apprenne la vérité, elle demande à John de les emmener dîner toutes les deux afin d'éviter un appel téléphonique de Sidney à 20 heures. Pam se réfugie à la maison pour prendre l'appel, et Sidney lui dit que lui et Ober seront là dans une semaine. Elle est entendue par Sara, qui promet de ne rien dire à Georgia. Cependant, Sara incite Georgia à envisager de démissionner pour une saison. Pamela, John et Georgia sortent à de nombreux dîners et passent du temps ensemble. Pamela se convainc qu'elle va abandonner complètement le métier d'actrice et épouser John.
Entre-temps, John est tombé amoureux de Georgia. Lors du Luau du gouverneur, il tente d'éviter Pamela. Il connaît ses intentions et veut demander Georgia en mariage avant que Pamela n'ait l'occasion de le faire. Il demande à Pamela de chanter Quando me n'vo - When I go along, de La bohème. Après qu'elle a terminé la chanson, tandis que la foule s'agite autour d'elle, John emmène Georgia dehors et la demande en mariage, qu'elle accepte. Sidney et Ober entrent dans la salle de bal et elle leur dit qu'elle ne jouera pas St Anne : elle veut « quelques années d'une vraie lune de miel ». Elle suggère à Pam de la jouer. Pamela est d'abord en colère, à la nouvelle des fiançailles, mais elle n'était pas vraiment amoureuse de John. Coupe au théâtre pour le dernier acte de Sainte Anne, qui se déroule dans une église. Pamela, vêtue de son habit de nonne, chante l'Ave Maria de Schubert, tandis que John et Georgia, Sara et Freddie, Sidney et un Ober-watch rayonnant regardent, fascinés.

## Fiche technique
- Titre original : It's a Date
- Titre français : La Douce Illusion
- Réalisation : William A. Seiter
- Scénario : Norman Krasna, Jane Hall, Frederick Kohner et Ralph Block
- Photographie : Joseph A. Valentine
- Production : Joe Pasternak
- Société de production : Universal Pictures
- Pays d'origine : États-Unis
- Format : Noir et blanc - 1,37:1 - Mono
- Date de sortie : 1940

## Distribution
- Deanna Durbin : Pamela Drake
- Kay Francis : Georgia Drake
- Walter Pidgeon : John Arlen
- Eugene Pallette : Gouverneur Allen
- Henry Stephenson : Capitaine Andrew
- Cecilia Loftus : Sara Frankenstein
- Samuel S. Hinds : Sidney Simpson
- Lewis Howard : Freddie Miller
- S.Z. Sakall : Karl Ober
- Fritz Feld : Maître d'hôtel
- Virginia Brissac : Miss Holden
- Eddie Polo : Quartier-maître

Acteurs non crédités :
- Leon Belasco : Maître d'hôtel
- Charles Lane : M. Horner